# E. Lionel Pavlo
E. Lionel Pavlo (* 27. März 1906; † 10. September 1989 in Manhattan) war ein US-amerikanischer Bauingenieur und Brückenbauer.

## Leben
E. Lionel Pavlo stammte aus der Ukraine. Er absolvierte 1929 das Robert College in Istanbul und wanderte noch im selben Jahr in die Vereinigten Staaten aus. Er machte 1932 einen Ph.D. in Bauingenieurwesen am Massachusetts Institute of Technology.

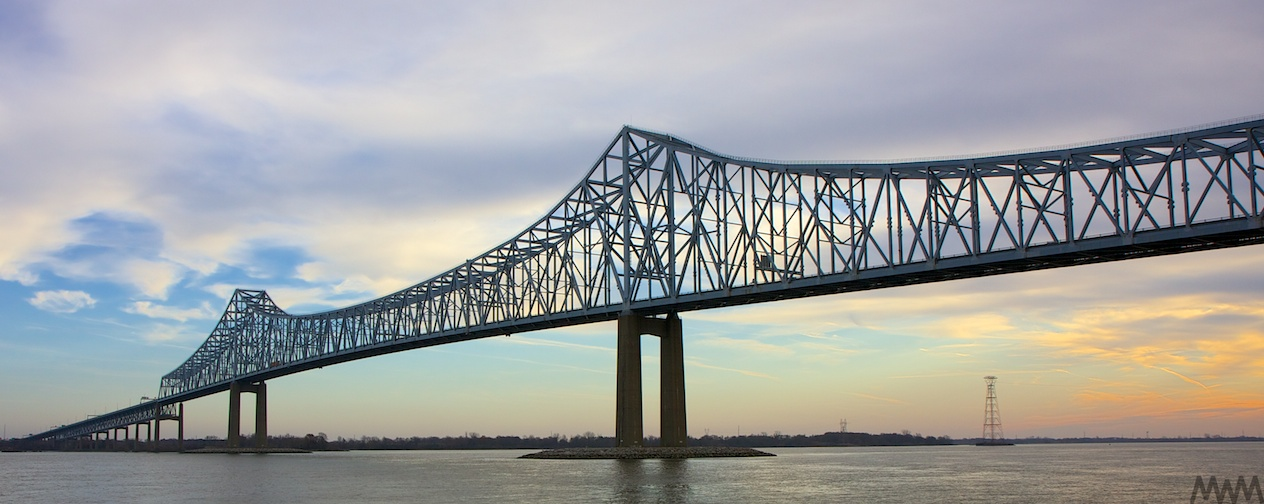
Commodore Barry Bridge

Pavlo gründete 1947 in Manhattan das Unternehmen E. Lionel Pavlo Engineering. Er gestaltete in weiterer Folge Brücken und Autobahnen mit einem Gesamtwert von über einer Milliarde US-Dollar. Zu seinen Arbeiten in den Vereinigten Staaten zählten unter anderem die Founders Bridge über den Connecticut River (1957), die Silver Memorial Bridge über den Ohio River (1969), die Vicksburg Bridge über den Mississippi (1973) und die Commodore Barry Bridge über den Delaware River (1974). Für die nigrische Hauptstadt Niamey plante er die Kennedybrücke über den Niger (1970).
Kurz nach Pavlos Tod 1989 wurde sein Unternehmen an James O’Dea verkauft und firmierte unter den Namen O’Dea, Pavlo & Associates und OPA Engineers Inc., bis es 1995 in Konkurs ging.